# 後七日御修法

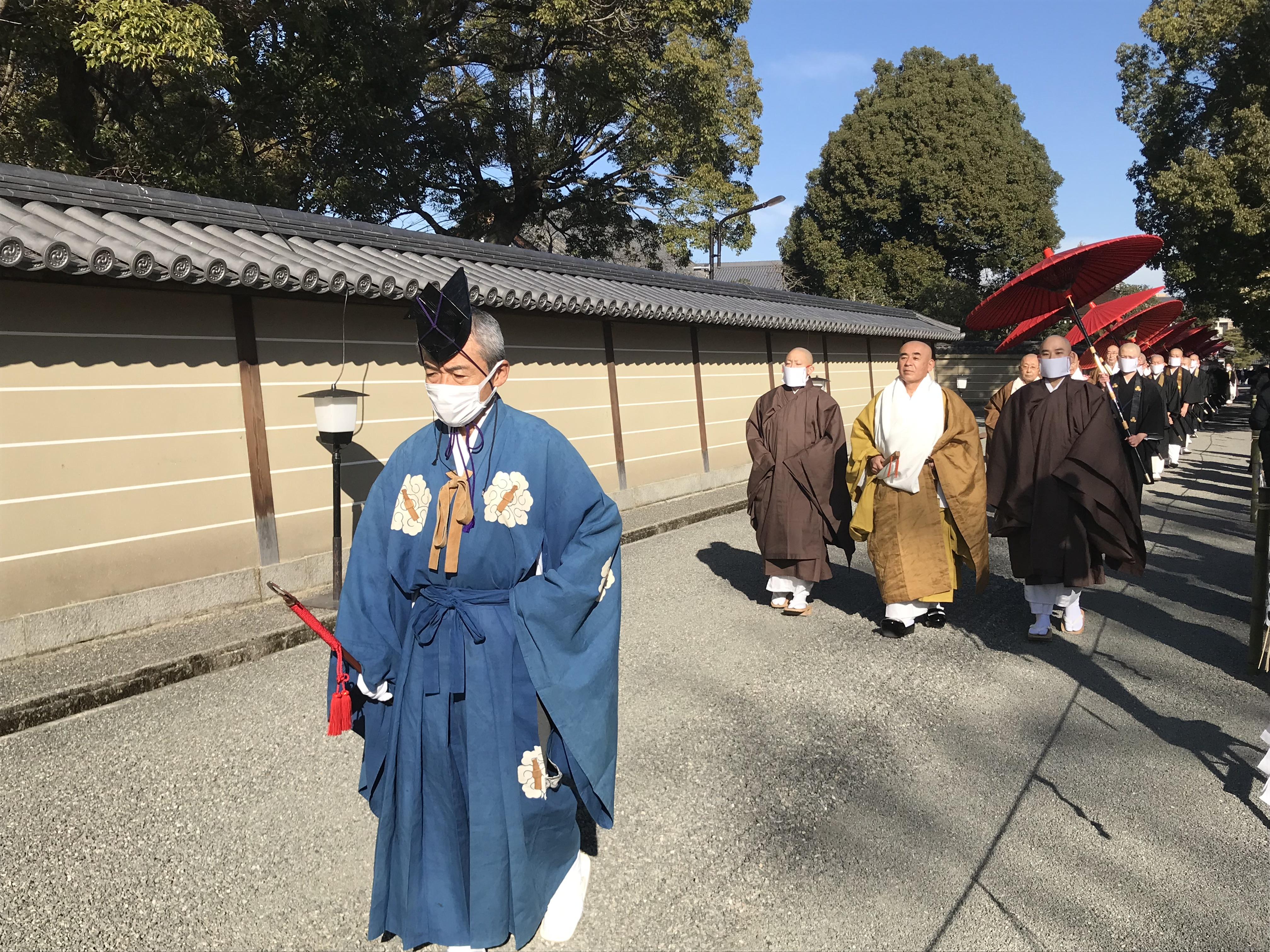
後七日御修法の出仕のため灌頂院へ向かう高僧

後七日御修法（ごしちにちみしほ/ごしちにちみしゅほう）とは、毎年正月8日から14日まで東寺で行われる、玉体安穏・鎮護国家・五穀豊穣・万民豊楽を祈る法会。元来は宮中真言院で行われた宮中行事で、空海の奏上によって承和2年（835年）に始められた。以降、幾たびかの中断などを挟みつつ存続していたが、明治4年（1871年）に神仏分離によって廃絶。明治16年（1883年）に再興され、現在は勅使を迎え東寺の灌頂院で十八本山が一堂に会する真言宗最高の法儀として執り行われている。
「後七日」とは正月8日から14日の7日間を指し、「修法」とは加持祈祷の作法で「御」は勅願を意味する。過去には様々な御修法が行われていたが、現在では単に御修法といえば、後七日御修法を指す。なお「御修法」の読みは「みしを」「みしゅを」「みしゅをう」など、古来から様々な読みをされてきたが、現在は「みしほ」「みしゆほう」と称される。また、宮中真言院御修法・御七日御修法などの表記もある。以下、本記事では御修法と略す。

## 沿革

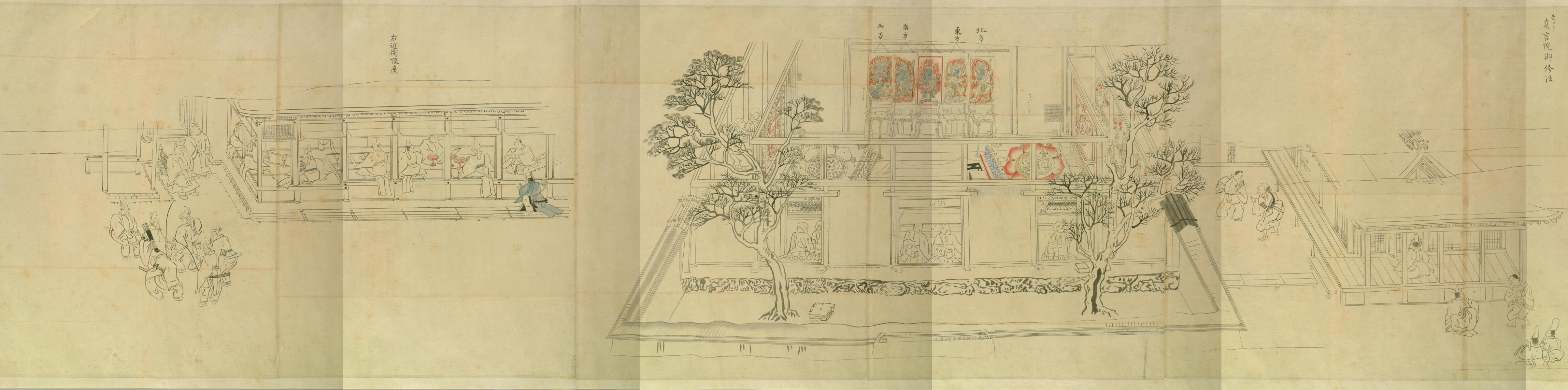
『年中行事絵巻』
平安時代に真言院で行われた御修法を描いた絵巻（写本）。正面に五大尊。左右に両界曼荼羅。右手の胎蔵界曼荼羅の背後に十二天が祀られる。

9世紀始め頃から、宮中では元旦から1月14日まで年始行事が行われ、これを前後に分けて前七日では神道による節会、後七日には仏教による御斎会が大極殿にて行われていた。御斎会は『金光明最勝王経』を講読する法会であったが、承和元年（834年）に空海は単に講読するだけでは効験が期待できないとし、『金光明最勝王経』に説かれる法則にしたがった密教修法を行い顕密二趣による法会を行うことを上奏。これを許された空海は、唐に倣って宮中に内道場（真言院）を建立し承和2年（835年）に御修法を初修した。以降、後七日には東寺長者が大阿闍梨を務める御修法と、南都寺院による御斎会は相対して行われてきた。
御修法の眼目は鎮護国家であるが、11世紀頃末ごろに「国家」は直接的には天皇を意味するようになり、玉体安穏をもって国家の安泰と豊穣を祈る法会となった。12世紀までの御修法の記録は少ないが、10世紀頃には真言を唱えて香水加持を行って内論議に香水を天皇の五体に注いだとされ、後に天皇の身の回りの物を加持するようになり、やがて香水加持と御衣加持が行われるようになったと考えられる。また修法は両界曼荼羅を安置して行われ、それに徐々に五大尊像・十二天図像が加えられ、11世紀末頃から仏舎利を本尊として室生山の如意宝珠を一体と同体と見なすようになるなど変遷をし、12世紀頃までに整えられていったと考えられる。

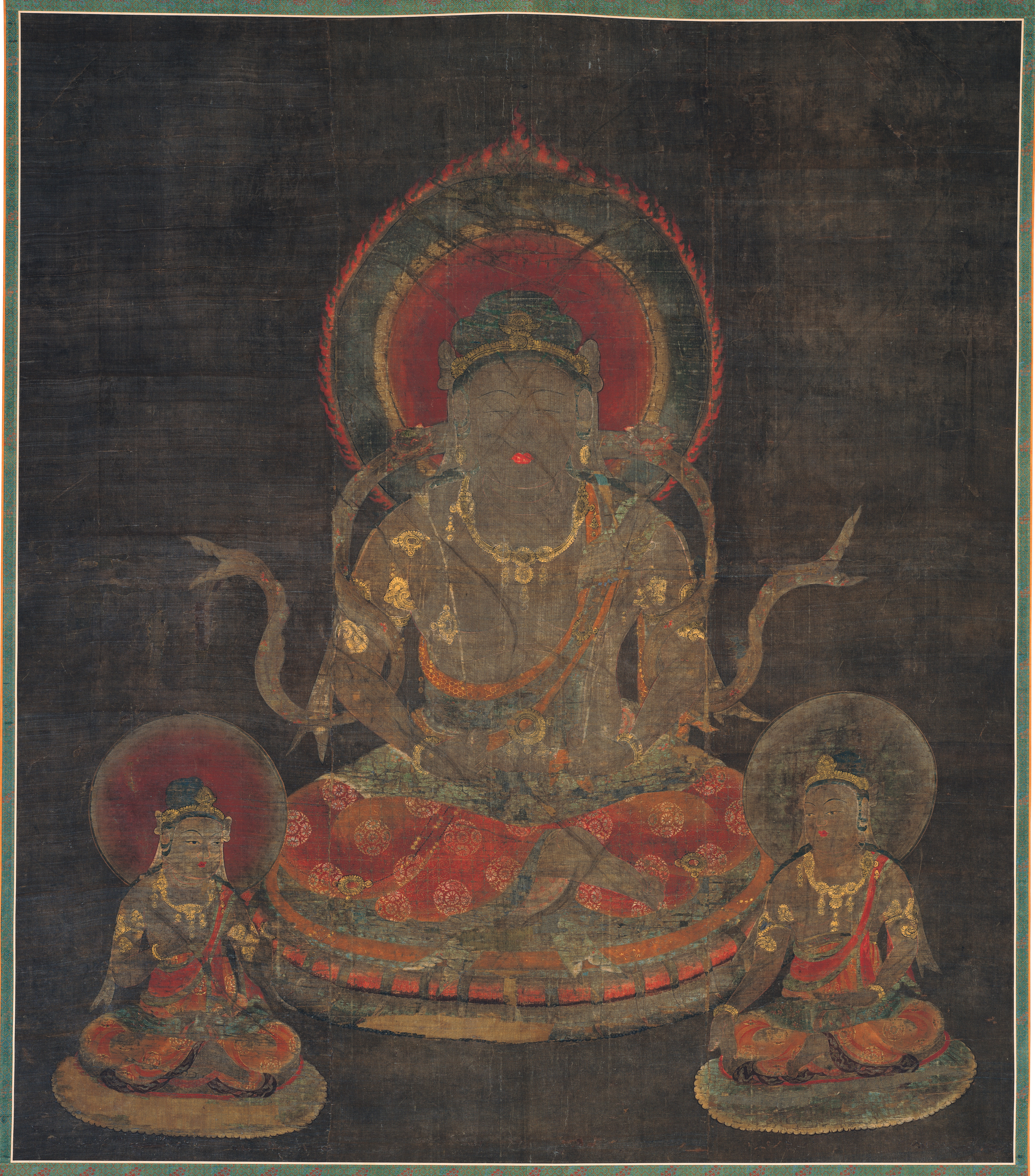
絹本著色十二天像のうち日天
大治2年（1127年）に制作され後七日御修法で用いられた東寺旧蔵品。国宝・京都国立博物館蔵

一方平安時代中期まで、真言による国家の大法としては大元帥法の記録の方が多く残されており、大元帥法と比べると御修法は重視されていなかったと考えられる。例えば11世紀始めに記された『師遠年中行事』にも、正月の仏事として記されるのは御斎会と太元帥法であった。しかし12世紀半ばになると、様々な貴族の日記で御修法が言及されるようになり、真言院には白河上皇や鳥羽上皇による御幸が行われるまでになった。特に鳥羽上皇は、大治2年（1127年）に焼失した十二天・五大尊画像の新写を命じたが、その手本となる画像の出来が悪い事に「御勘発」した事が記録されており、並々ならぬ関心を持っていたと考えられる。御修法が重視されるようになった転機は定かではないが、栗本徳子は高倉天皇の護持僧禎喜の働きかけとし、斎木涼子は白河上皇以来の仏教施策方針である密教重視を受けたものと推測している。
南北朝の動乱・応仁文明の乱と混乱が続くと、朝廷は多くの宗教行事を続けることが困難になった。御修法も例外ではなく、期日の延期や短縮・道場の変更が度々あり、休止することもあった。ついに康正元年（1455年）を最後に4年間行われず、長禄4年（1460年）に再興したが翌年には再度中絶した。元和9年（1622年）に至り醍醐寺座主義演の請願によって162年ぶりに再興された。既に失われていた真言院は再建されず、江戸時代は紫宸殿を道場として行われるようになる。元禄6年（1693年）には、仁和寺の孝源が中心となり、御修法に用いられる両界曼荼羅図や五大尊・十二天図像などが新写された。この元禄本は現在の御修法でも用いられている。
明治2年（1870年）に神仏分離令が発せられ、明治4年9月2日には御修法を含む宮中での仏事が全て廃止される。しかし性急過ぎた方針に政府内でも反発が起き、政祭一致の方針は転換されていく。皇室と仏教の繋がりは徐々に復旧されて行き、釈雲照の熱心な働きかけによって明治16年（1883年）に御修法が再興された。以降、東寺の灌頂院を道場として、勅使が御衣を下附する形で修されるようになった。この明治の中断の最中、一宗一管長制が敷かれた事を発端に、真言宗では管長が乱立していた。再興されるにあたって真言宗管長が輪番制となり、真言宗管長を大阿闍梨として御修法が行われるようになる。明治29年（1896年）には真言宗内に分派独立が起こり智山派・豊山派は御修法から離脱するが、大正10年（1921年）に両派が復帰し、昭和43年（1968年）からは真言宗十八総大本山で執り行われるようになり、真言宗最高の法儀と位置付けられている。

## 行法次第
| 御修法の本尊となる両界曼荼羅平安時代に真言院で用いられたと伝わる西院曼荼羅の金剛界曼荼羅（左）と胎蔵界曼荼羅（右）  |  | 御修法の本尊となる両界曼荼羅平安時代に真言院で用いられたと伝わる西院曼荼羅の金剛界曼荼羅（左）と胎蔵界曼荼羅（右） |
| 御修法の本尊となる両界曼荼羅 平安時代に真言院で用いられたと伝わる西院曼荼羅の金剛界曼荼羅（左）と胎蔵界曼荼羅（右） |  | |

御修法は民間の星まつりに相当し、その起源をたどるとインドのヴェーダ祭祀に至る。ヴェーダには神学的占星術があり、これを含めたタントラ密教の摩登伽経が紀元前後に成立。摩登伽経は中国に伝わり2世紀頃に漢訳された。摩登伽経を元に5世紀から6世紀にかけて宿曜経が成立するが、その過程で中国の除陽や五行思想が取り込まれた。唐王朝は星占によって吉凶を見る風があり、空海はこの修法を伝えたと考えられる。
御修法に出仕する僧は大阿闍梨以下15名で、7日間で合計21座が修される。御修法の次第は口伝を建前としており平安期に長者に任じられた者が自派本位に御修法を行ったため、行法次第は諸門流に分化した。行法は隔年で金剛と胎蔵を変えて修されるが、現在は金剛界は勧修寺流杲宝方にて、胎蔵界は西院流能禅方にて修されている。
御修法を行うにあたって道場となる灌頂院に、宇宙の運行と四方八方位天地の空間時間（十二天）を造形し、それを護る五大尊を祀り、内陣の東に因位の胎蔵界、西に果位の金剛界の曼荼羅を相対して安置する。これにより道場に鎮護する国土（宇宙）を表象する。
御修法は出仕する僧以外は見る事の出来ない秘儀であるが、前日の7日に行われる習礼（予行）は披露されることもある。初日となる開白の日（8日）には御衣伝達式が行われる。御衣は勅使（宮内庁京都事務所所長）が唐櫃に収めて下附し、灌頂院の内陣に安置する。なお勅使は、中日（11日）と結願日（14日）には灌頂院で焼香を行う。修法は1日3回（初夜・日中・後夜）行われ、各時に行われる行法も異なるが、毎時行法の最後に大阿闍梨により御加持（御衣加持）が行われる。また、12日の初夜から結願日の終夜までの都合9回、香水祈祷が行われる。結願の後、御衣・香水などを勅使に進上して終了する。香水は天皇が湯船に入れて浴すとも、御粥に加え入れて食すとも言われている。
結願後の灌頂院は一般に特別公開されるのが通例となっており、これを後拝みという。

## 関連する文化財
国宝

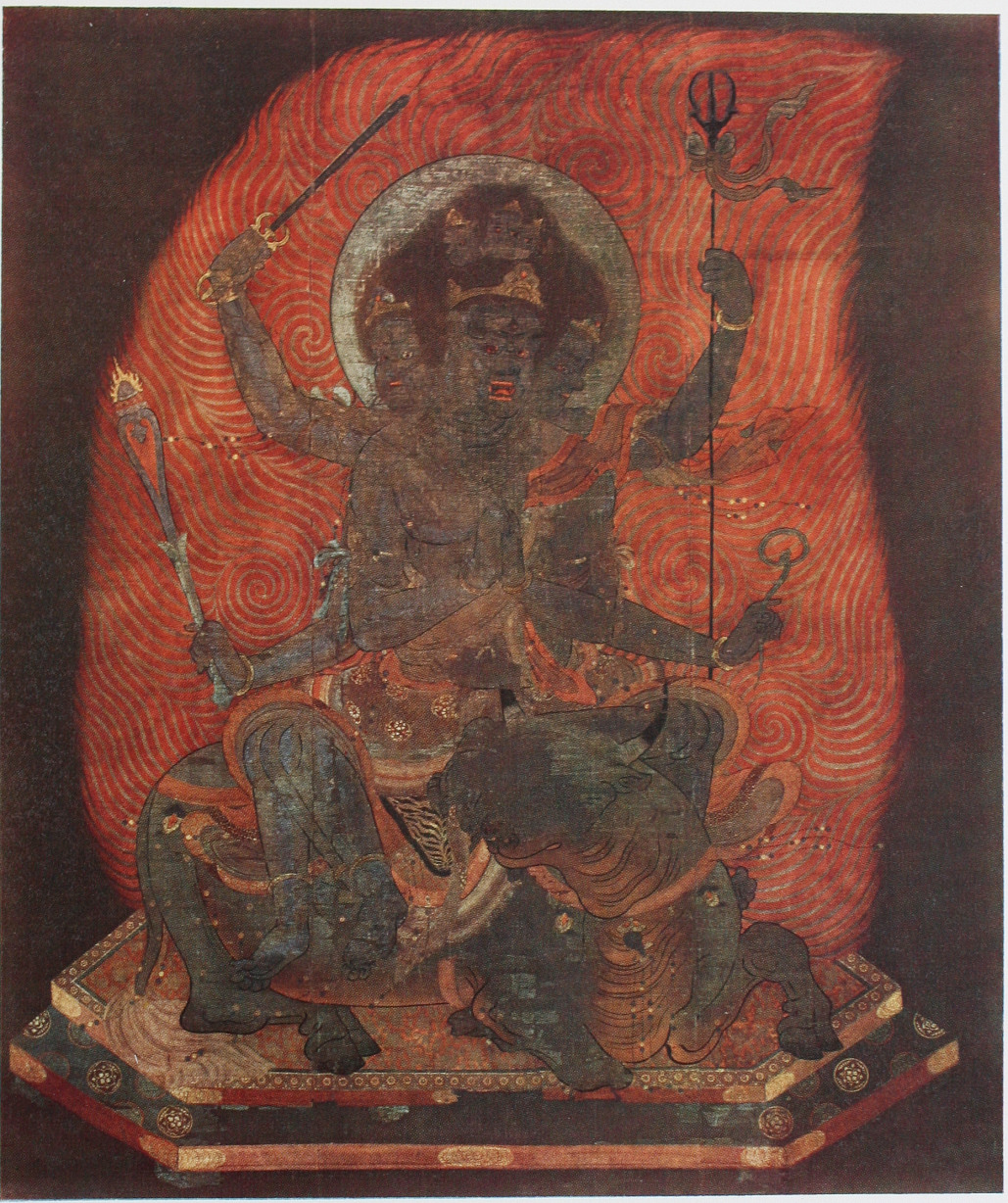
絹本著色五大尊像のうち大威徳明王

- 西院本両界曼荼羅（伝真言院曼荼羅）- 真言院での御修法で本尊であったと伝わる両界曼荼羅。平安時代。
- 絹本著色五大尊像 - 真言院で用いられていた五大尊像。平安時代。
- 絹本著色十二天像 - 鳥羽院の命で製作され、真言院で用いられた十二天像。大治2年（1127年）。
- 金銅密教法具 - 空海が恵果から相承したと伝わる法具。現在の御修法でも大阿闍梨が用いている。唐代。
- 犍陀穀糸袈裟・横被 - 空海が唐から持ち帰った袈裟。中世まで御修法で大阿闍梨が着用していた。唐代。
- 東寺百合文書 - 東寺の宝蔵に伝わった文書群で、御修法に関する記録も多数含まれる。

重要文化財
- 灌頂院 - 御修法の道場となる建造物。寛永11年（1634年）。
- 元禄本両界曼荼羅 - 現在の御修法の本尊。元禄6年（1693年）。